# Carevdar
Carevdar falu Horvátországban Kapronca-Kőrös megyében. Közigazgatásilag Kőröshöz tartozik.

## Fekvése
Köröstől 10 km-re északkeletre a Kaproncát és Köröst összekötő főút mellett fekszik.

## Története
A település eredeti neve Oslovica volt. A 16. század közepén boszniai eredetű szerb lakosság települt itt le, akik a lepavinai ortodox kolostorhoz tartoztak. A szerb lakosságot később horvátok váltották fel. 1834 és 1838 között V. Ferdinánd király adományából új plébániatemplomot építettek ide Szent Borbála tiszteletére. A falut az adományozó tiszteletére 1836-ban keresztelték át a mai nevére.
A falunak 1857-ben 374, 1910-ben 526 lakosa volt. Trianonig Belovár-Kőrös vármegye Körösi járásához tartozott. 2001-ben a falunak 503 lakosa volt.

## Nevezetességei
Szent Borbála tiszteletére szentelt római katolikus plébániatemploma 1834 és 1838 között épült a régi fakápolna helyén.